# Festuca laxifolia
Festuca laxifolia är en gräsart som beskrevs av Jean Jacques Vetter. Festuca laxifolia ingår i släktet svinglar, och familjen gräs. Inga underarter finns listade i Catalogue of Life.